# سید جواد هاشمی
سید جواد هاشمی‌پور اصل (زادهٔ ۲۷ دی ۱۳۴۴)، معروف به سید جواد هاشمی، بازیگر، نویسنده و کارگردان ایرانی است. او فعالیت گسترده‌ای در آثار وابسته به جنگ ایران و عراق داشته است. او دانش‌آموختهٔ رشتهٔ کارگردانی تئاتر از دانشکدهٔ هنرهای زیبای دانشگاه تهران است. هاشمی بازیگری را در سال ۱۳۵۸ با حضور در تئاتر آغاز کرد. نخستین حضور سینمایی وی در فیلم پرواز در شب (۱۳۶۵) بود. او در سال ۱۳۸۹ در فیلم اخراجی‌های ۳ در نقش محمود احمدی‌نژاد ظاهر شد.

## زندگی
سید جواد هاشمی در سال ۱۳۴۴ در تهران زاده شد. او اصالتاً از تالش و بندر انزلی است. پدرش پیش از انقلاب ۱۳۵۷ آهنگساز و پس از آن وکیل دادگستری بود.
او تحصیلاتش را در رشتهٔ کارگردانی در دانشکدهٔ هنرهای زیبای دانشگاه تهران ادامه داد و در سال ۱۳۷۳ فارغ‌التحصیل شد.
هاشمی دارای دو فرزند به نام‌های محسن و فاطمه است. او در ابتدا مسئول حراست یکی از شبکه‌های تلویزیون جمهوری اسلامی بود، اما بعد از آنکه در یکی از سکانس‌های یک تله‌فیلم برای چند ثانیه به ایفای نقش پرداخت مورد توجه کارگردان آن تله‌فیلم واقع شد. او به خاطر نوع پوشش و آرایش چهره‌اش اغلب در نقش شخصیت‌های مذهبی و اسلام‌گرا به کار دعوت می‌شود.

## فعالیت‌های هنری
اولین کار جدی او، تئاتر حج ابراهیم، حج عاشورا در سال ۱۳۵۸ به کارگردانی کمال‌الدین قراب در تئاتر شهر و تالار آزادی بود. او پس از آن، تئاتر را در بخش هنری وزارت آموزش و پرورش ادامه داد و کارهای گوناگونی در زمینهٔ سرود و آهنگ‌های انقلابی ارائه کرد، تا آنکه در سال ۱۳۶۵ با بازی در فیلم سینمایی پرواز در شب ساختهٔ رسول ملاقلی‌پور رسماً وارد عرصهٔ سینما شد. او هیچ وقت در جبهه نبوده است.
اولین کار تلویزیونی وی مجموعه سیمرغ در سال ۱۳۷۰ بود. عمده شهرت سید جواد هاشمی بخاطر شهید شدن در مجموعه کارهایش است که به گفته خودش تاکنون ۳۳ بار در فیلم‌هایش شهید شده است.
کار تلویزیونی ۳۵۲ محصول شبکهٔ دو سیما در مقام بازیگری و سریال‌های مظلوم اول، تنها، افسون، شهر باران و پنج دقیقه تا مرز در مقام نویسندگی و کارگردانی کار شده است. سریال به سوی خورشید کار جعفر سیمائی در مقام آهنگساز، فیلم سینمایی پرواز روح و فیلم سینمایی تشنه ساخته‌های حسین جامی در مقام آهنگساز از دیگر کارهای وی می‌باشد.

## موضع‌گیری‌ها
وی در فیلم اخراجی‌های ۳ در نقش محمود احمدی‌نژاد ظاهر شد و در جریان نشست فرهنگیان با میرحسین موسوی در اردیبهشت سال ۱۳۸۸ دو سرود را در حمایت از میرحسین موسوی اجرا نمود. 

### دربارهٔ گلشیفته
جواد هاشمی در برنامه علی ضیا با انتقاد از کسانی که به عکس کاملاً برهنه چند سال قبل گلشیفته فراهانی معترض بودند آن‌ها را کثیف و لجن قلمداد کرد.

## فیلم‌شناسی

### سینما
او در فیلم‌های زیر در نقش بازیگر ایفای نقش کرده است:
- تگزاس ۳ (۱۴۰۲) (سید مسعود اطیابی) در نقش آرش کرانی
- فسیل(۱۳۹۹) (کریم امینی) در نقش حاج محمد داوودی‌کیا
- شهر گربه‌ها (۱۳۹۸ نویسنده و تهیه‌کننده و کارگردان)
- تورنادو (۱۳۹۸–۱۳۹۷ کارگردان و تهیه‌کننده و نویسنده)
- پیشونی سفید ۳ (۱۳۹۷ تهیه‌کننده و نویسنده و کارگردان) در نقش پیر استاد
- پیشونی سفید ۲ (۱۳۹۶ تهیه‌کننده، ترانه‌سرا، نویسنده، کارگردان) در نقش پیر استاد
- هشتگ(۱۳۹۵) (رحیم بهبودی‌فر)
- فیلسوف‌های احمق(۱۳۹۴) (سعید چاری)
- اختاپوس (آهوی پیشونی سفید) (۱۳۹۰ نویسنده و کارگردان) در نقش پیر استاد
- اخراجی‌ها ۳(۱۳۸۹) (مسعود ده‌نمکی) در نقش سیدمرتضی نامزد انتخابات ریاست جمهوری(محمود احمدی‌نژاد)
- فوتبالی‌ها(۱۳۸۷) (عباس خواجه‌وند)
- اخراجی‌ها ۲(۱۳۸۷) (مسعود ده‌نمکی) در نقش سیدمرتضی
- پسر تهرونی(۱۳۸۷) (کاظم راست‌گفتار)
- اخراجی‌ها(۱۳۸۵) (مسعود ده‌نمکی) در نقش سیدمرتضی
- راه طی شده(۱۳۸۴) (عباس رافعی)
- پرواز روح(۱۳۷۶) (حسین قاسمی جامی)
- ترور (فیلم ۱۳۷۶) (حسن کاربخش)
- جان‌سخت (فیلم ۱۳۷۶) (علی‌اکبر ثقفی)
- یاس‌های وحشی(۱۳۷۶) (محسن محسنی‌نسب)
- سرعت (فیلم ۱۳۷۵) (محمدحسین لطیفی)
- لاک‌پشت(۱۳۷۵) (علی شاه‌حاتمی)
- آخرین شناسایی(۱۳۷۲) (علی شاه‌حاتمی)
- سجاده آتش(۱۳۷۲) (جمال شورجه)
- حماسه مجنون(۱۳۷۱) (جمال شورجه)
- خسته نباشید(۱۳۷۱) (سیدمحمدرضا عالی پیام) در نقش جواد براتی
- تعقیب سایه‌ها(۱۳۶۹) (علی شاه‌حاتمی)
- چشم شیشه‌ای(۱۳۶۹) (حسین قاسمی جامی)
- سکوت (فیلم ۱۳۶۹) (سیدعلی سجادی‌حسینی)
- الماس بنفش(۱۳۶۸) (رحیم رحیمی‌پور)
- افق(۱۳۶۷) (رسول ملاقلی‌پور)
- انسان و اسلحه(۱۳۶۷) (مجتبی راعی)
- پرواز در شب(۱۳۶۵) (رسول ملاقلی‌پور)

### مجموعه‌های تلویزیونی
| سال     | نام اثر                             | سمت                                  | کارگردان              | شبکه پخش کننده          | نقش                                              |
| ------- | ----------------------------------- | ------------------------------------ | --------------------- | ----------------------- | ------------------------------------------------ |
| ۱۴۰۴    | ناریا                               | بازیگر                               | جواد افشار            | شبکه یک                 | رئیس پلیس (سرهنگ)                                |
| ۱۴۰۲    | بازپرس                              | بازیگر                               | احمد معظمی            | شبکه یک                 | دادستان (حاج آقا حمیدی)                          |
| ۱۴۰۱    | راز ناتمام                          | بازیگر                               | امین امانی            | شبکه یک                 | محمدعلی رجایی                                    |
| ۱۳۹۹    | دادستان                             | بازیگر                               | مسعود ده‌نمکی          | شبکه سه                 | شیرانی (مشاور و معاون نماینده مجلس شورای اسلامی) |
| ۱۳۹۹    | شاهرگ                               | بازیگر                               | سیدجلال دهقانی اشکذری | شبکه ۲                  | صابری                                            |
| ۱۳۹۸    | چهل‌تیکه                             | مهمان                                |                       |                         |                                                  |
| ۱۳۹۴    | محله گل و بلبل                      | بازیگر مهمان                         | احمد درویشعلی پور     | شبکه ۲                  | در نقش خودش                                      |
| ۱۳۹۴    | شیوع                                | بازیگر                               | محمود معظمی           | شبکه ۱                  |                                                  |
| ۱۳۹۴    | معمای شاه                           | بازیگر                               | محمدرضا ورزی          | شبکه یک                 | حاج رسول عجمی                                    |
| ۱۳۹۲    | تله‌فیلم بعد از آن شب                | بازیگر                               | علی میری رامشه        |                         |                                                  |
| ۱۳۹۲    | معراجی‌ها                            | بازیگر                               | مسعود ده نمکی         | شبکه ۱                  | مجید پازوکی                                      |
| ۱۳۹۱    | بیدارباش                            | بازیگر                               | احمد کاوری            | شبکه ۱                  | افشین                                            |
| ۱۳۸۷–۹۰ | وضعیت سفید                          | بازیگر                               | حمید نعمت‌الله         | شبکه ۳                  | احمد                                             |
| ۱۳۹۰    | تکیه بچه‌های محله ما                 | بازیگر، نویسنده، کارگردان            |                       | شبکه ۲                  |                                                  |
| ۱۳۹۰    | موج و صخره                          | بازیگر                               | مجید صالحی            | شبکه تهران              | پلیس کلانتری کیش                                 |
| ۱۳۸۹    | تله‌فیلم «نشانی سوم»                 | بازیگر، نویسنده، تهیه‌کننده، کارگردان |                       | شبکه ۳                  |                                                  |
| ۱۳۸۹    | تله‌فیلم شکارچی انسان                | بازیگر                               | داریوش جهانگیری       | شبکه ۴                  |                                                  |
| ۱۳۸۹    | دارا و ندار                         | بازیگر                               | مسعود ده‌نمکی          | نوروز ۱۳۸۹ شبکه ۵       |                                                  |
| ۱۳۸۸    | تله‌تئاتر دروازه ساعات               | نویسنده و کارگردان                   | نویسنده و کارگردان    | شبکه ۳                  |                                                  |
| ۱۳۸۸    | دروازه ساعات                        | تهیه‌کننده                            | تهیه‌کننده             | شبکه ۳                  |                                                  |
| ۱۳۸۸    | مختارنامه                           | بازیگر                               | داوود میرباقری        | شبکه ۱                  | تبیان سردار سپاه حسن بن علی                      |
| ۱۳۸۷    | دیدار                               | بازیگر، نویسنده و کارگردان           | سیدجواد هاشمی         | شبکه ۳                  |                                                  |
| ۱۳۸۷    | یتیمان کوفه                         | بازیگر، نویسنده و کارگردان           |                       | شبکه ۲                  |                                                  |
| ۱۳۸۶    | خط شکن                              |                                      | مسعود تکاور           | شبکه تهران              |                                                  |
| ۱۳۸۶    | تله‌فیلم راهی عاشق                   |                                      | اکبر منصورفلاح        | شبکه ۱                  |                                                  |
| ۱۳۸۵    | تله‌تئاتر پنج دقیقه تا مرز           | کارگردان و بازیگر                    |                       | شبکه ۲                  |                                                  |
| ۱۳۸۵    | از نفس افتاده                       | بازیگر                               | قاسم جعفری            | شبکه ۱                  |                                                  |
| ۱۳۸۵    | آدمخوار                             | بازیگر                               | جواد مزدآبادی         | شبکه ۲                  |                                                  |
| ۱۳۸۵    | تله‌فیلم تلهٔ روباه                   | بازیگر                               | علیرضا اسحاقی         | شبکه ۳                  |                                                  |
| ۱۳۸۵    | زندگی به شرط خنده                   | بازیگر مهمان                         | مهدی مظلومی           | شبکه ۵                  |                                                  |
| ۱۳۸۴    | زائرسرای ممتاز                      | بازیگر                               | حمید بهمنی            | شبکه ۵                  |                                                  |
| ۱۳۸۴    | حدیث بیداری                         | بازیگر                               | جواد مزدآبادی         | شبکه ۲                  |                                                  |
| ۱۳۸۴    | قدرت عشق                            | بازیگر                               | علی رامشه             | شبکه ۳                  |                                                  |
| ۱۳۸۴    | جشن رمضان                           | بازیگر                               |                       | برنامه تلویزیونی شبکه ۵ |                                                  |
| ۱۳۸۴    | پول کثیف                            | بازیگر                               | جواد افشار            | شبکه ۵                  |                                                  |
| ۱۳۸۴    | غریبانه                             | بازیگر                               | قاسم جعفری            | شبکه ۵                  |                                                  |
| ۱۳۸۴    | جزیره ایکس                          | بازیگر                               | جواد مزدآبادی         | شبکه ۳                  |                                                  |
| ۱۳۸۴    | تله‌فیلم عروس کوهستان                | بازیگر                               | یوسف سیدمهدوی         | شبکه ۱                  |                                                  |
| ۱۳۸۳    | قصه تاریخ                           | بازیگر                               | کاظم بلوچی            | شبکه ۲                  |                                                  |
| ۱۳۸۳    | سایه آفتاب                          | بازیگر                               | رضا آهنج              | شبکه ۳                  |                                                  |
| ۱۳۸۳    | کمکم کن                             | بازیگر                               | قاسم جعفری            | شبکه ۳                  |                                                  |
| ۱۳۸۳    | سرود خاک                            | بازیگر                               | جواد مزدآبادی         | شبکه ۵                  |                                                  |
| ۱۳۸۳    | شهر باران                           | نویسنده و کارگردان                   |                       | شبکه قرآن               |                                                  |
| ۱۳۸۲    | روایت                               | بازیگر                               |                       | شبکه ۵                  | احمدی                                            |
| ۱۳۸۲    | شهر باران                           | بازیگر و کارگردان                    |                       | شبکه ۲                  |                                                  |
| ۱۳۸۲    | تله‌فیلم «دوئت»                      | نویسنده و کارگردان و بازیگر          | خودش                  | شبکه ۱                  |                                                  |
| ۱۳۸۱    | افسون                               | نویسنده و کارگردان                   | خودش                  | شبکه ۵                  |                                                  |
| ۱۳۸۰    | تنها                                | نویسنده و کارگردان                   | خودش                  | شبکه ۵                  |                                                  |
| ۱۳۸۰    | مظلوم اول                           | نویسنده و کارگردان و راوی            | خودش                  | شبکه ۲                  |                                                  |
| ۱۳۸۰    | دولت عشق                            | بازیگر                               |                       | شبکه ۲                  | بهمنی                                            |
| ۱۳۸۰    | زندگی راز هستی                      | بازیگر                               |                       | شبکه ۲                  |                                                  |
| ۱۳۷۹    | کلبه سفید                           | بازیگر                               | رایانی                | شبکه ۲                  | رایانی                                           |
| ۱۳۷۹    | بازی پنهان                          | بازیگر                               | قریب                  | شبکه ۲                  | قریب                                             |
| ۱۳۷۹    | یلدای قدر                           | بازیگر                               | فریس‌آبادی             | شبکه ۲                  | فریس‌آبادی                                        |
| ۱۳۷۹    | هشدار                               | بازیگر                               | قوی‌تن                 | شبکه ۵                  | قوی‌تن                                            |
| ۱۳۷۹    | یونس                                | بازیگر                               | خالقی                 | شبکه ۲                  | خالقی                                            |
| ۱۳۷۹    | مونولوگ‌های عزاداری                  | بازیگر                               | حسنی                  | شبکه ۳                  | حسنی                                             |
| ۱۳۷۹    | مونولوگ‌های انقلاب                   | بازیگر                               | دشت بزرگی             | شبکه ۵                  | دشت بزرگی                                        |
| ۱۳۷۸    | مونولوگ‌های مختلف                    | بازیگر                               | دشت بزرگی             | شبکه ۵                  | دشت بزرگی                                        |
| ۱۳۷۸    | بوی خاک                             | بازیگر                               | بیابانی               | شبکه ۱                  | بیابانی                                          |
| ۱۳۷۸    | بچه‌های بهشت                         | بازیگر                               | جامی                  |                         | جامی                                             |
| ۱۳۷۸    | نرگس                                | بازیگر                               | شاپور قریب            |                         | شاپور قریب                                       |
| ۱۳۷۸    | روایت انقلاب                        | بازیگر                               | جمال شورجه            | شبکه ۲                  | جمال شورجع                                       |
| ۱۳۷۷    | انتظار سرخ                          | بازیگر                               | درمنش                 | شبکه معارف              | درمنش                                            |
| ۱۳۷۷    | یاد ایام                            | بازیگر                               | سامانیان              | شبکه ۲                  | سامانیان                                         |
| ۱۳۷۷    | راه درخشان                          | بازیگر                               | بیابانی               | شبکه ۱                  | بیابانی                                          |
| ۱۳۷۷    | راز یک خزان                         | بازیگر                               | باصری                 |                         | باصری                                            |
| ۱۳۷۶    | تله‌تئاتر جنگ احکام                  | نویسنده و کارگردان                   | نویسنده و کارگردان    |                         | -                                                |
| ۱۳۷۵    | بهترین تابستان من                   | بازیگر                               | بهادری                |                         | بهادری                                           |
| ۱۳۷۴    | ترور                                | بازیگر                               | حکمت‌جو                |                         | حکمت‌جو                                           |
| ۱۳۷۴    | به سوی خورشید                       | بازیگر                               |                       |                         |                                                  |
| ۱۳۷۲    | سیمرغ                               | بازیگر                               | جامی                  |                         | جامی                                             |
| ۱۳۷۱    | روح‌الله                             | بازیگر                               | عسگرپور               |                         | عسگرپور                                          |
| ۱۳۷۰    | قبیله عشق                           | بازیگر                               | شاه حاتمی             |                         |                                                  |
| ۱۳۶۹    | روزنه‌ای به سپیده (مجموعه تلویزیونی) | بازیگر                               | حسین قاسمی جامی       | شبکه ۲                  |                                                  |

### شبکه نمایش خانگی
| سال  | نام اثر          | کارگردان         | نقش           |
| ---- | ---------------- | ---------------- | ------------- |
| ۱۴۰۴ | شام ایرانی       | سعید ابوطالب     | میزبان شب دوم |
| ۱۴۰۳ | زخم کاری: مجازات | محمدحسین مهدویان | دستمالچی      |
| ۱۴۰۳ | زخم‌کاری: انتقام  | محمدحسین مهدویان | دستمالچی      |
| ۱۴۰۳ | صداتو            | حامد جوادزاده    | شرکت کننده    |
| ۱۴۰۲ | زخم کاری: بازگشت | محمدحسین مهدویان | دستمالچی      |
| ۱۴۰۲ | تی‌ان‌تی           | حامد آهنگی       | شرکت کننده    |
| ۱۴۰۱ | پدرخوانده        | سعید ابوطالب     | شرکت کننده    |
| ۱۴۰۰ | زخم کاری         | محمدحسین مهدویان | دستمالچی      |
| ۱۴۰۰ | شب آهنگی         | حامد آهنگی       | مهمان         |
| ۱۳۹۹ | شب‌های مافیا      | سعید ابوطالب     | شرکت کننده    |
| ۱۳۹۹ | شام ایرانی       | سعید ابوطالب     | شرکت کننده    |

وی در برنامه‌های صداتو، تی ان تی، شب‌های مافیا، شام ایرانی و شب‌های آهنگی به عنوان شرکت کننده حضور داشته است.

## تئاتر

### بازی
- "دشت خون ـ مجلس خون" نوشته و کارگردانی"قراب"؛ تهران، تالار وحدت؛ ۱۳۵۹
- "از شوش تا تیر دو قلو" نوشته و کارگردانی"نادری"؛ تهران، تالار مولوی؛ ۱۳۷۲
- "شبی از فلک تا افلاک" نوشته و کارگردانی"حسین مسافرآستانه"؛ تهران، تالار وحدت؛ ۱۳۷۷
- "عزیز مایی" نوشته و کارگردانی"قربانی"؛ تهران، تئاترشهر؛ ۱۳۷۸
- "لیلاً نوشته و کارگردانی"قطری‌پور"؛ تهران، تئاترشهر؛ ۱۳۷۸
- "کانال کمیل" سال ۱۳۸۶ (سالن اصلی تئاتر شهر)
- "حج ابراهیم ـ حج عاشوراً نوشته و کارگردانی"قراب"؛ تهران، تئاترشهر، آزادی؛ ۱۳۵۸

### نویسنده و کارگردان
- "کلاغ خبرچین"؛ تهران، تالار معراج؛ ۱۳۶۲
- "فجر خونین"؛ تهران، تالار معراج؛ ۱۳۶۳
- "بچه‌های محله"؛ تهران، تالار معراج؛ ۱۳۶۵
- "ترسوها"؛ تهران، کانون حر ـ خوی؛ ۱۳۶۶
- "قربانی"؛ تهران، جشنواره؛ ۱۳۶۷
- "المپیاد"؛ تهران، جشنواره؛ ۱۳۶۸
- "ابرقدرت‌ها"؛ رامسر؛ ۱۳۶۹
- "منظرآوران جهان"؛ تهران، تالار مولوی؛ ۱۳۷۲
- "مظلوم اول"؛ تهران، کانون حر؛ ۱۳۷۴ ـ تالار فرهنگ؛ ۱۳۷۷–۱۳۷۹
- "غریب کوفه"؛ تهران، تالار فرهنگ؛ ۱۳۷۸–۱۳۸۲
- "ناگهان پنجره سرد"؛ تهران، تالار فرهنگ؛ ۱۳۷۸
- "یتیمان کوفه"؛ تهران، تالار فرهنگ؛ ۱۳۷۹
- "خورشید غدیر"؛ تهران، حوزه هنری؛ ۱۳۸۱
- "پدر خاک"؛ تهران، حوزه هنری؛ ۱۳۸۳
- "روایت روزی سرد"؛ تهران، فرهنگسرای بهمن؛ ۱۳۸۳
- "شانه‌های خسته"؛ تهران، حوزه هنری؛ ۱۳۸۴
- "زخم مدینه"؛ تهران، تالار وحدت؛ ۱۳۸۵
- "مظلوم‌ترین"؛ تهران، حوزه هنری؛ ۱۳۸۲
- "دوازه ساعات"؛ تهران، حوزه هنری؛ ۱۳۸۵–۱۳۸۶
- "زمزمه‌های آخر"؛ تهران، حوزه هنری؛ ۱۳۸۶
- "توبه نمی‌کنم"؛ تهران، تالار آزادی؛ ۱۳۸۷
- "مسافران مرو"؛ تهران، تالار وحدت؛ ۱۳۸۷
- "فرزند عدالت " سال ۱۳۸۸(حوزه هنری-تماشاخانه مهر)
- " توبه نمی‌کنم" سال ۱۳۸۹(حوزه هنری-تماشاخانه مهر)
- "نور و نی " سال ۱۳۹۰(تالار وحدت)
- "عطر عاشقی " سال ۱۳۹۰(آمفی تئاتر باغ موزه دفاع مقدس)
- "طعم جبهه " سال ۱۳۹۱ (آمفی تئاتر باغ موزه دفاع مقدس)

### نویسنده، کارگردانی و بازی
- "کلاس ۵/۲"؛ تهران، جشنواره؛ ۱۳۷۰
- "داوطلب"؛ تهران، جشنواره؛ ۱۳۷۱

### نویسندگی یا کارگردانی یا بازیگری
- کارگردانی در نمایش «پنجره فولاد» سال ۱۳۸۲(سالن اصلی تئاتر شهر)
- کارگردانی در نمایش «پنجره فولاد» سال ۱۳۹۰(فرهنگسرای خاوران)
- نویسنده نمایش «تن‌ها یک نظر» کارگردانی «جواد هاشمی»؛ تهران، تالار همایش‌های آسمان؛ ۱۳۸۳
- نویسنده نمایش «پنجره فولاد» کارگردانی «جواد هاشمی»؛ تهران، تئاترشهر؛ ۱۳۸۶

## نویسنده
- کتاب «پرواز»، انتشارات ستاد اقامهٔ نماز، ۱۳۷۳.
- کتاب «یک صبح پر ماجرا»، انتشارات ستاد اقامهٔ نماز، ۱۳۷۵.

## آهنگساز
- بال‌های سپید (۱۳۷۷)[۱۲]
- پرواز روح (۱۳۷۶)[۱۳]